# Station Złotoryja
Station Złotoryja is een spoorwegstation in de Poolse plaats Złotoryja.